# Hollands (schaakopening)
Binnen het schaken is de Hollandse verdediging een opening die gekenmerkt wordt door de eerste zetten 1. d4 f5. Deze verdediging werd door Elias Stein aanbevolen als het beste antwoord op 1. d4 in zijn boek Nouvel essai sur le jeu des échecs, avec des réflexions militaires relatives à ce jeu, 1789. Stein (1748 - 1812) was afkomstig uit de Elzas, maar had zich gevestigd in Den Haag.
De opening heette aanvankelijk de Steinopening en pas later de Hollandse verdediging. Het Hollands werd regelmatig en met succes gespeeld door Euwe, Aljechin en Botvinnik, David Bronstein en recenter Magnus Carlsen. Met de zet 1. ...f5 wil zwart druk op het veld e4 uitoefenen en later met behulp van de d-pion veld e5 controleren. Het accent van het spel komt dan toch op de koningsvleugel te liggen.
| Hollands         | 1.d4 f5 (diagram)                                           |
| Spielmanngambiet | 1.d4 f5 2.Pc3 Pf6 3.g4                                      |
| Manhattan/Alapin | 1.d4 f5 2.Dd3                                               |
| Pretzelgambiet   | 1.d4 f5 2.Dd3 e6 3.g4                                       |
| Kortsnoj         | 1.d4 f5 2.h3                                                |
| Krejcik          | 1.d4 f5 2.g4                                                |
| Lg5-variant      | 1.d4 f5 2.Lg5                                               |
| Blackburn        | 1.d4 f5 2.g3 Pf6 3.Lg2 e6 4.Ph3                             |
| Leningrad        | 1.d4 f5 2.g3 g6 3.Lg2 Lg7 4.Pf3 c6 5.0-0 Ph6                |
| Karlsbad         | 1.d4 f5 2.g3 g6 3.Lg2 Lg7 4.Ph3                             |
| Stauntongambiet  | 1.d4 f5 2.e4                                                |
| Baloghverd       | 1.d4 f5 2.e4 d6                                             |
| Tartakower       | 1.d4 f5 2.e4 fe 3.Pc3 Pf6 4.g4                              |
| hoofdvariant     | 1.d4 f5 2.e4 fe 3.Pc3 Pf6 4.Lg5                             |
| Aljechin         | 1.d4 f5 2.e4 fe 3.Pc3 Pf6 4.Lg5 g6 5.h4                     |
| Lasker           | 1.d4 f5 2.e4 fe 3.Pc3 Pf6 4.Lg5 g6 5.f3                     |
| Chigorin         | 1.d4 f5 2.e4 fe 3.Pc3 Pf6 4.Lg5 c6                          |
| Nimzowitsch      | 1.d4 f5 2.e4 fe 3.Pc3 Pf6 4.Lg5 b6                          |
| Bladelvariant    | 1.d4 f5 2.c4 g6 3.Pc3 Ph6                                   |
| Rubinstein       | 1.d4 f5 2.c4 e6 3.Pc3                                       |
| def.Staunton     | 1.d4 f5 2.c4 e6 3.e4                                        |
| Hortsysteem      | 1.d4 f5 2.c4 Pf6 3.g3 d6 4.Lg2 c6 5.Pc3 Dc7                 |
| Leningrad        | 1.d4 f5 2.c4 Pf6 3.g3 g6                                    |
| hoofdvariant     | 1.d4 f5 2.c4 Pf6 3.g3 g6 4.Lg2 Lg7 5.Pf3                    |
| Nimzo-Hollands   | 1.d4 f5 2.c4 Pf6 3.g3 e6 4.Lg2 Lb4                          |
| Aljechin         | 1.d4 f5 2.c4 Pf6 3.g3 e6 4.Lg2 Lb4 5.Ld2 Le7                |
| Stonewall        | 1.d4 f5 2.c4 Pf6 3.g3 e6 4.Lg2 Le7 5.Pf3 0-0 6.0-0 d5       |
| Botwinnik        | 1.d4 f5 2.c4 Pf6 3.g3 e6 4.Lg2 Le7 5.Pf3 0-0 6.0-0 d5 7.b3  |
| klassiek         | 1.d4 f5 2.c4 Pf6 3.g3 e6 4.Lg2 Le7 5.Pf3 0-0 6.0-0 d6       |
| Ilyin-Genev      | 1.d4 f5 2.c4 Pf6 3.g3 e6 4.Lg2 Le7 5.Pf3 0-0 6.0-0 d6 7.Pc3 |